# Vlky
Vlky (deutsch Nickelsdorf, ungarisch Vők) ist eine kleine Gemeinde im Bratislavský kraj in der Südwestslowakei.

## Geographie
Der Ort liegt im Donautiefland im Nordwestteil der Großen Schüttinsel am rechten Ufer der Kleinen Donau. Der Ort ist nur über eine Straße von Tomášov (3 km) erreichbar und ist von der Hauptstadt Bratislava 21 km entfernt.

## Geschichte
Der Ort wurde zum ersten Mal 1260 als Welk erwähnt und gehörte seit dem Ende des 13. Jahrhunderts zur Pressburger Kapitel und Propst, welche vom Fischfang in der Gemeinde profitierten. Im 16. Jahrhundert schloss sich der Nachbarort Banvelk mit Vlky zusammen, welche seit dem 17. Jahrhundert der Familie Pálffy gehörten.
Bis 1918 lag der Ort im Komitat Pressburg im Königreich Ungarn und kam danach zur neu entstandenen Tschechoslowakei. Auf Grund des Ersten Wiener Schiedsspruchs wurde der Ort 1938–45 noch einmal Teil Ungarns.

## Bevölkerung
| Jahr                | 1994 | 2004     | 2014    | 2024    |
| ------------------- | ---- | -------- | ------- | ------- |
| Anzahl der Personen | 360  | 407      | 423     | 415     |
| Unterschied         |      | +13,05 % | +3,93 % | −1,89 % |

| Jahr                | 2023 | 2024    |
| ------------------- | ---- | ------- |
| Anzahl der Personen | 416  | 415     |
| Unterschied         |      | −0,24 % |